# Haeromys
Haeromys — рід гризунів родини Muridae, ендемічний для Південно-Східної Азії. Він містить такі види:
- Haeromys margarettae
- Haeromys minahassae
- Haeromys pusillus

## Опис
Карликові деревні миші є одними з найменших гризунів. Вони досягають довжини тіла без хвоста від 5,6 до 7,6 сантиметра, а хвіст має розміри від 11 до 14 сантиметрів. Шерсть у них м'яка, коричнева або рудувато-коричнева на спині, а живіт білий. Вуха малі та маловолосисті, хвіст укритий короткою шерстю. Лапи пристосовані до деревного способу життя, перший палець протиставний.

## Спосіб життя
Мешкають карликові деревні миші в Південно-Східній Азії, ареал їх поширення включає острови Борнео, Палаван і Сулавесі. Середовище проживання — ліси. Миші здебільшого тримаються на деревах, будують круглі гнізда з листя в дуплах дерев і, ймовірно, харчуються принаймні частково насінням.